# Куресааре
Куресааре (на естонски: Kuressaare, до 1918 градът се нарича Аренсбург, а от 1952 до 1988 Кингисеп (на естонски: Kingissepa) по името на комунистическия политик Виктор Кингисеп) е град в Западна Естония, административен център на област Сааре. Разположен е на остров Сааремаа, край брега на Рижкия залив. Населението му е около 15 хил. души (2004).

## Личности
- Родени в Куресааре
  - Фадей Белингсхаузен (1778 – 1852), руски мореплавател
  - Луис Кан (1901 – 1974), американски архитект

## Сътрудничество
- Турку, Финландия